# Allium brachyspathum
Allium brachyspathum — вид рослин з родини амарилісових (Amaryllidaceae); ендемік Греції.

## Опис
Цибулина поодинока, яйцювата, 8–12 × 10–15 мм; зовнішні оболонки блідо-коричневі, внутрішні — півпрозорі, білуваті. Стеблина поодинока, жорстка, кругла в перерізі, гладка, 6–25 см, діаметром 0.5–1 мм, вкрита листовими піхвами на 1/2–2/3 довжини. Листків 4–6, ниткоподібні, зелені, півциліндричні, гладкі, завдовжки 10–25 см і 0.5–1 мм завширшки. Суцвіття розлоге, з приблизно паралельними гілочками, (3)5–25-квіткове. Оцвітина дзвінчаста; листочки рівні, еліптичні, 5 мм завдовжки, 2–2.2 мм завширшки, на верхівці округлі, від біло-зеленуватих до біло-рожевих із буро-пурпурною головною жилкою. Пиляки еліптичні, від білих до біло-рожевуватих. Коробочка 3-клапанна, субокругла, зелена, з відтінком коричневого вгорі, 4.8–5 × 4.5–4.8 мм. Насіння чорне. 2n=16.

## Поширення
Ендемік Греції — острів Карпатос (Південна Егейська область). Зростає у вапняно-скелястих місцях внутрішніх гір. Це дуже рідкісний вид, відомий лише з кількох місць.